# Aubres
Aubres – miejscowość i gmina we Francji, w regionie Owernia-Rodan-Alpy, w departamencie Drôme.
Według danych na rok 1990 gminę zamieszkiwały 283 osoby, a gęstość zaludnienia wynosiła 14 osób/km² (wśród 2880 gmin regionu Rodan-Alpy Aubres plasuje się na 1346. miejscu pod względem liczby ludności, natomiast pod względem powierzchni na miejscu 495.).